# Nihal de la tierra del viento
Nihal de la tierra del viento (titulado en Italiano Nihal della Terra del Vento) es una novela de fantasía escrita por la joven (nacida en 1980) escritora italiana Licia Troisi en el 2004, a pesar de que no fue traducida al castellano hasta dos años más tarde. Se trata de la primera entrega de esta saga que ha alcanzado una gran popularidad sin precedentes en toda Italia. Esta entretenida novela se caracteriza por la gran cantidad de acción y emoción que posee y el uso sutil de los aspectos mágicos tan comunes en otras obras de fantasía. Por no olvidarnos de los dragones, elfos, duendes y un aspecto muy novedoso como pueden ser las sirenas y tritones.
Debido al éxito ya mentado, esta saga, aparte del castellano ha sido traducida al alemán, portugués y al turco.
Esta saga a su vez se divide en dos trilogías:

## Libros en la saga
1. Crónicas del mundo emergido (Cronache del mondo emerso): primera trilogía, puesta en el mercado por la editorial Mondadori (italiano) y por la editorial Kailas en lengua castellana. Está compuesta por los libros:
  1. Nihal de la Tierra del Viento (Nihal della Terra del Vento): salió al mercado en abril de 2004 y fue traducido al castellano en junio de 2006.
  2. La Misión de Sennar (La Missione di Sennar): salió al mercado en octubre de 2004 y fue traducido al castellano en septiembre de 2006.
  3. El Talismán del Poder (Il talismano del Potere): salió al mercado en abril de 2005 y fue traducido al castellano en junio de 2007.
2. Las guerras del mundo emergido (Le Guerre del mondo emerso): segunda trilogía, de nuevo, puesta en el mercado por la editorial Mondadori ((Italiano). Está compuesta por los libros:
  1. La secta de los asesinos (La Setta delgli Assassini): salió al mercado en marzo de 2006 y su traducción aún no ha sido publicada.
  2. Las dos guerreras: (Le fue Guerriere): salió al mercado en febrero de 2007 y su traducción aún no ha sido publicada.
  3. Un nuevo reino: (Un Nuovo regno): salió al mercado en noviembre de 2007 y su traducción aún no ha sido publicada.

## Trama
Nihal, la protagonista de la historia, es una joven "medio-elfa" que vive durante su infancia en la enorme ciudad-torre de Salazar, capital de la Tierra del Viento, una de los 9 países del Mundo Emergido. Como "medio-elfa" tienes una fisionomía diferente a la del resto de niños con los que juega; cabello azul, ojos violetas y orejas puntiagudas. Vive con su padre adoptivo Livon (aunque ella al inicio desconoce este detalle), un habilísimo armero con un alto prestigio en todo el Mundo Emergido. Una niña con unos dotes extraordinarios para el manejo de la espada que sueña con convertirse en una gran guerrera siendo este un mundo reservado únicamente a los hombres.
Un día se encuentra a Sennar, un aprendiz de mago, este gracias a su picardía le gana en un duelo un puñal hecho por su padre adoptivo, dejándola en evidencia delante del resto de sus amigos. Después de esto se decide a aprender dotes de magia, ya que las considera necesarias para ser un guerrero completo, además de un cierto deseo de venganza hacia Sennar. No sin cierto esfuerzo se convertirá en alumna de Soana, como Sennar. Durante este tiempo Nihal se enamora de Fen, un caballero del dragón y amante de Soana, que le ayuda a mejorar en el manejo de la espada.
Nihal y Sennar conocen los estragos de la guerra muy pronto, las legiones del Tirano llegan a Salazar, le prenden fuego y exterminan a casi toda la población, incluso a Livon, muy pocos son los que consiguen escapar. Nihal es rescatada por Sennar, que la llevará de nuevo a la cabaña de Soana, donde esta le contará la verdad sobre su historia. Continúa su vida con la hermana de este, Soana, una gran maga que inicia a Nihal en los principios de la magia y con Sennar, el pupilo de esta.
La guerra avanza y deciden abandonar su hogar en la Tierra del Viento dirigiéndose a la Tierra del Sol. Sedienta de venganza y rencor, Nihal decide querer entrar en la antigua y prestigiosa Academia del Orden de los Caballeros del Dragón situada en Makrat (Capital de la tierra del Sol) donde son reclutados los soldados de las Tierras Libres contra el Tirano. Será Fen el que la lleve delante del Supremo General Raven, el cual de ningún modo, siendo una mujer y además una medio-elfa quiere aceptarla como recluta en tan prestigiosa orden. Con gran testarudez, Nihal se queda en la sede de la orden, encima de una estatua hasta que Raven decide darle una oportunidad, pero solamente si pasa la prueba de derrotar a los 10 mejores aprendices de la academia, que no sin poco esfuerzo y gracias a su gran convicción superará. 
Es en este punto que las vidas de los tres personajes comienzan a separarse. Soana decide ir en busca de su maestra buscando respuestas, abandona el Consejo de Magos abdicando en Sennar, el cual al principio, a pesar de sus grandes capacidades y sus grandes estudios era rechazado a causa de su joven edad. Finalmente entra en el consejo, donde empeñará la mayor parte de su tiempo hasta el puntado de no poder ver a Nihal. Una vez Nihal dentro de la orden, a pesar de todas las dificultades con las que se encuentra, aprende varias técnicas de combate que hasta ahora no conocía mejorando considerablemente. Se siente sola dentro de la academia, malvista por todo el mundo y discriminada porque es una mujer y porqué es diversa a los demás. Al final conocerá a Laio, un joven dentro de la academia con el que hará una gran amistad dejando de lado la soledad que venía arrastrando. 
En la prueba de la batalla (batalla en la llanura de Torhen), muere Fen, su amado, esta muerte lleva a Nihal a la desesperación aumentando en si el enorme sentimiento de venganza, algo que Ido, el único caballero de dragón entre el pueblo de los gnomos, su nuevo mentor tras superar la prueba de la batalla, intentará remediar haciéndole comprender que cosa es y que cosas comporta la guerra. Ido le reprocha seguidamente a Nihal que solo le mueven los deseos de venganza y le dice que de esta forma no la quiere como alumna. Le da una licencia para que se tome un tiempo de "vacaciones" y recapacite estando lejos de la batalla.
Estará tres meses fuera, en un pequeño pueblo con una mujer llamada Eleusi y su hijo Jona, al que Nihal salva en el bosque de una manada de lobos. Juntos pasan buenos momentos pero al final decide retornar a la batalla, con Ido.
Per tutti i giorni di assenza dimora in un villaggio dalla guaritrice Eleusi e il figlio, da Nihal salvato nel bosco da un attacco dei lupi. Instaura un bellissimo rapporto con entrambi, ma è costretta a ripartire per la guerra, alla volta dell'accampamento nella Terra del Sole, con Ido. 
Por otra parte Sennar, en una misión desesperada y para acabar con la guerra que están perdiendo, decide ir a pedir ayuda a las gentes de un continente del que hace más de 150 años que no se sabe nada, El Mundo Submergido, con el cual no acabaron nada bien las relaciones.

## Personajes

### Personajes principales
- Nihal: Protagonista de la saga, es una medio-elfa (única superviviente de su raza) que comienza la saga con una edad de 13 años. Tiene un gran afan de convertirse en guerrera y, incluso siendo una mujer y con un esfuerzo abrumador, consigue entrar en la Academia del Orden de los caballeros del Dragón. Poco a poco crece su sed de venganza al irse adentrando en la guerra. Ella y su dragón Oarf nos prometen mucho para el segundo libro de la Saga.

- Sennar: Amigo de la infancia de Nihal, al comienzo de la saga tan solo tiene 15 años, aprendiz de mago y discípulo de Soana. Gracias a las enseñanzas de su maestra acaba formando parte del Consejo de Magos de las tierras libres (Consejero de la Tierra del Viento) siendo extremadamente joven, una edad en la que solo el Tirano gozó del mismo privilegio. A causa de esto, nunca es tomado en serio por los altos comandantes y consejeros. Para acabar con la guerra, decide realizar una misión que todos consideran como suicida al querer buscar el mundo submergido. El segundo volumen nos dirá mucho de él.

- Livon: Padre adoptivo de Nihal y hermano de Soana, el mejor armero del Mundo Emergido. Adoptó a esta apenas recién nacida queriéndola como se quiere a una hija, aunque le oculta durante toda su vida su pasado para protegerla. Asesinado por las hordas del Tirano al arrasar Salazar. Un tiempo antes de su muerte, realizó para Nihal su mejor trabajo como armero, una espada de cristal negro con una empuñadura en forma de dos alas de dragón, que Nihal conservará durante toda la saga.

- Soana: Hermana de Livon y una gran Maga, maestra de Sennar y Nihal, discípula de Reis y amante de Fen. Forma parte del Consejo de Magos de las tierras libres, hasta que se decide a buscar a su maestra en busca de respuestas dejando su cargo en manos de Sennar

- Fen: Caballero del dragón y amante de Soana, le enseña a Nihal durante un tiempo y muy ocasionalmente técnicas de combate. Un general dentro de su orden, muerto junto a su dragón verde Gaart en combate en la primera batalla de Nihal al ser golpeado por una catapulta en pleno vuelo.

- Ido: Caballero del dragón y nuevo maestro de Nihal en su adiestramiento como caballero del dragón, el único gnomo dentro de esta orden. Al igual que Nihal, debido a su raza lo pasó mal para poder llegar a donde ha llegado. Aparte del arte del combate y a hermanarse con su dragón, intenta enseñarle a Nihal el significado de la vida e intenta arrebatarle el odio y la sed de venganza que lleva dentro. Posee un enorme dragón rojo muy temperamental llamado Vesa.

- Laio: Peor alumno de la academia, un joven descendiente de una familia muy importante de caballeros que detesta el destino que su familia le ha escogido. En la batalla de la llanura de Therorn cuando estaba a punto de morir, fue rescatado por Nihal, con la que hizo una grandísima amistad dentro de la academia. A cambio de esto, le convence para ir a hablar con su severo padre y poder hacer lo que realmente le guste y abandonar la academia.

- Aster: El Tirano fue el mago más joven que entró en el Consejo de Magos del Mundo Emergido. Sin embargo, una vez dentro cambió de bando. Desde su torre en la Gran Tierra dirige la guerra contra los Pueblos Libres del Mundo Emergido y en este tomo comienza a atacar a la Tierra del Viento, donde vive Nihal. El también es un caballero del dragón.

### Personajes secundarios
- Raven: Supremo general de la orden de los caballeros del dragón, un hombre arrogante crecido por el poder que ostenta. Se dice que en un pasado fue un buen caballero, el mejor, pero ahora no deja entrever nada de lo que en un pasado fue. Trata de impedir que Nihal entre en la academia, y una vez que entra le hace la vida imposible dentro. Incluso a la hora de adjudicarle un dragón, le da uno viejo (Oarf) el jinete del cual murió en una batalla, haciéndole las cosas aún más difíciles.

- Reis: Maga excepcional, exconsejera de la Tierra del Viento y maestra de Soana, en la cual acaba abdicando. Después de encontrar a Nihal, desaparece en busca de una respuesta para el enigma que podría significar ese hecho.

- Dola: Lugarteniente del Tirano, y también caballero del dragón. Un magnífico estratega que monta a lomos de un dragón negro azabache. Lidera la masacre contra Salazar. No se sabe cuál es su origen.

- Phos: Jefe de los duendes del bosque de la tierra del viento, con un tamaño algo más grande de un palmo. El y los pocos supervivientes de su bosque se ven obligados a emigrar a otro bosque debido a que las hordas del tirano los están aniquilando. Decide intentar en el consejo para que su pueblo tenga representación ya que tabén están siendo utilizado por el ejército aliado como espías. Le regala a Nihal una lágrima, una gota de ambrosía (sabia del Padre del Bosque) solidificada que tendrá una gran importancia en los futuros libros.

- Dhuval: Caballero del dragón muerto en la misma batalla que Fen. Su dragón Oarf pudo salvar la vida y fue adjudicado a Nihal.

- Dagon: Decano del consejo de magos, bastante anciano y con un cabello larguísimo. Se ocupa de ser el guía Sennar una vez entra en el consejo, debido a las terrible experiencias un tiempo atrás con un consejero igual de joven y con la misma capacidad. Parece ser el único que demuestra apoyar al joven mago en su lavor.

- Parsel: Maestro de la academia, se ocupaba de los alumnos más jóvenes enseñándoles el uso de la espada, al ver la gran capacidad de Nihal, decide hacer un poco de "caso omiso" a Raven e instruir por su cuenta a su capacitada alunma. Es el primer "amigo" que Nihal hace en la academia.

- Eleusi: Mujer casada que habita en un pequeño pueblo en las montañas con su hijo, hospeda a Nihal durante un período de tres meses después de encontrarla en un gravísimo estado debido a sus numerosas heridas.

- Jona: Hijo de Eleusi, salvó la vida gracias a Nihal cuando en el bosque se encontró rodeado de lobos. Desde entonces siente un especial afecto por ella.

- Sulana:

- Flogisto:

- Astea:

- Galla:

## Enlaces de Interés
Crítica en Fantasymundo
Página de la editorial
- Datos: Q536549